# L'intruso (Cerati)
(Carla Cerati, Incipit de L'intruso)
L'intruso è un romanzo di Carla Cerati, fotografa e scrittrice italiana. Il romanzo è vincitore di tre premi letterari: il Premio Feudo di Maida (2004), il Premio Speciale Il Molinello (2005) e il Premio Vincenzo Padula-Città di Acri (2005).

## Trama
Dopo vent'anni d'assenza, nella vita di Adriana ricompare il vecchio padre Fosco, quasi centenario, rimasto vedovo della seconda moglie.
Adriana, che ha ormai una età avanzata, si ritrova a dover affrontare il problema della cura del padre molto anziano che non l'ha mai compresa e che in passato si è sempre dimostrato intollerante, egoista e prevaricatore.
Quando il padre muore, Adriana, ormai anziana, va a vivere per qualche tempo con sua figlia che vive su un'isola greca.

## Critica
- Corriere della Sera: "... È un libro coraggioso questo romanzo di Carla Cerati..."[5]
- Tuttolibri (supplemento settimanale del quotidiano La Stampa): "Il motivo conduttore, forse più solido e segreto ma anche più dolente, non è solo la vecchiaia del padre che diventa ultracentenario, ma la vecchiaia propria e degli amici, la fatica che comporta ogni movimento, la malattia, gli infortuni, i gesti rallentati, le ostinazioni, le privazioni, la perdita di prospettiva, la morte che manda i suoi avvisi....[6]

## Edizioni
- Carla Cerati, L'intruso, collana Romanzi e racconti, Marsilio Editore, 2004,  p. 173, ISBN 88-317-8401-3.